# Uwe Danker

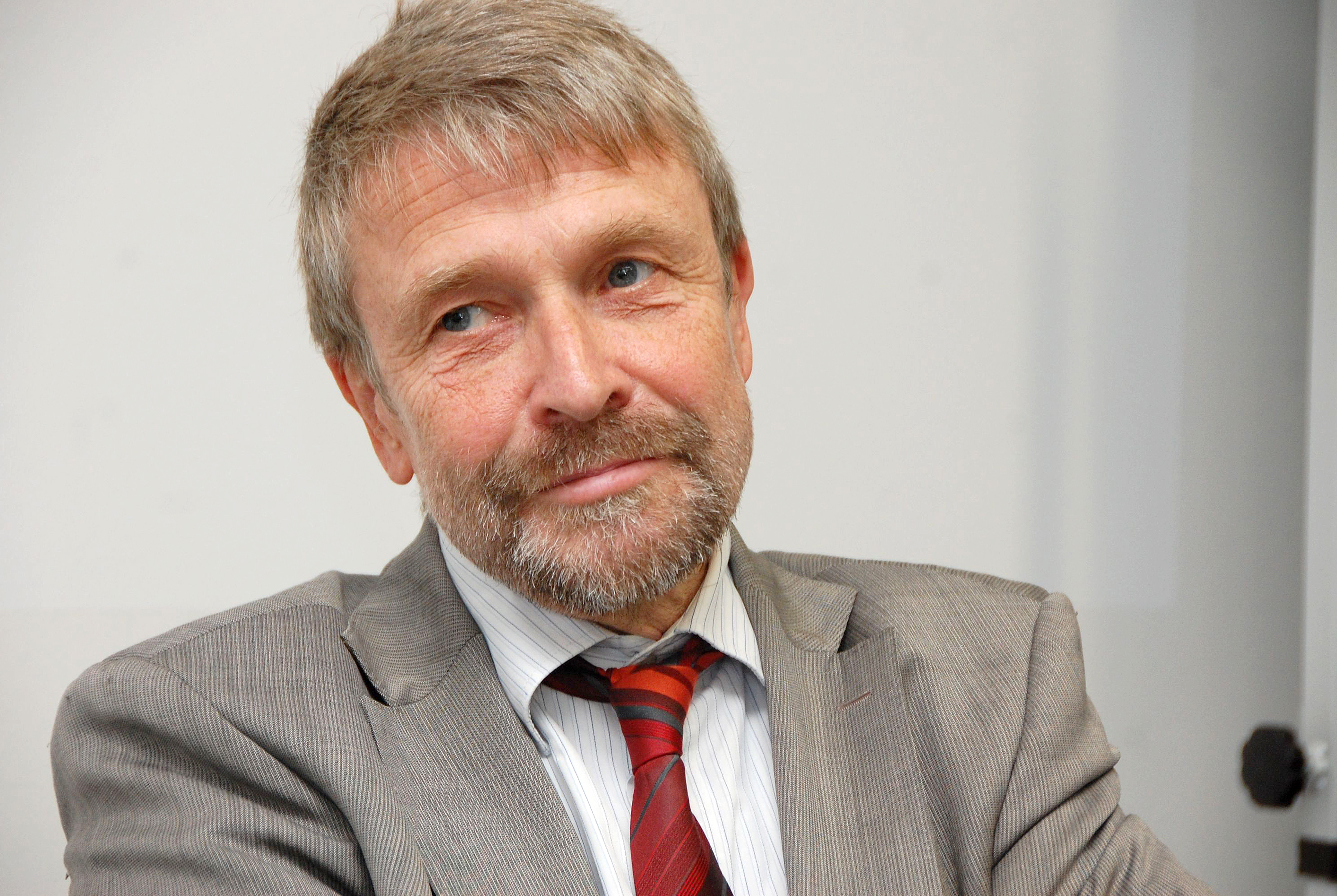
Uwe Danker 2013

Uwe Danker  (* 14. Januar 1956 in Westerland auf Sylt) ist ein deutscher Historiker.

## Leben
Uwe Danker begann nach seinem Abitur eine Lehrerausbildung mit u. a. den Fächern Geschichte und Soziologie an der Christian-Albrechts-Universität zu Kiel, die er 1981 mit dem Staatsexamen für das Höhere Lehramt abschloss. Danach setzte er seine Studien im Fach Geschichte fort und wurde 1986 mit einer Arbeit über das Thema Räuberbanden im Alten Reich promoviert. Seine Dissertation wurde summa cum laude bewertet und mit einem Preis der Universität ausgezeichnet. Anschließend arbeitete Danker ab 1986 als wissenschaftlicher Mitarbeiter am Institut für Friedensforschung und Sicherheitspolitik an der Universität Hamburg. Von dort wechselte er im Juni 1988 auf die Position des Pressesprechers der SPD-Landtagsfraktion in Schleswig-Holstein.
1994 wurde Danker als Professor an das Institut für Geschichte und ihre Didaktik der Bildungswissenschaftlichen Hochschule Flensburg berufen. Verbunden war diese Position mit einem der drei Direktorenposten am 1992 neu gegründeten „Institut für schleswig-holsteinische Zeit- und Regionalgeschichte“ (IZRG) mit Sitz in Schleswig. Danker selbst hatte sich in den vorausgegangenen Jahren u. a. im „Beirat für Geschichte“ für die Gründung dieses Instituts eingesetzt, das sich vor allem der Aufarbeitung der NS-Geschichte in Schleswig-Holstein widmen sollte. Um das Verfahren zur Fortsetzung der zunächst befristeten Professur gab es Differenzen zwischen Universität, Kultusministerium sowie innerhalb des IZRG, die mit der Verlängerung von Dankers Vertrag ihr Ende fanden. Zusammen mit Robert Bohn prägte Danker dann wesentlich die ersten Jahrzehnte der Arbeit des Instituts, das 2019 in „Forschungsstelle für regionale Zeitgeschichte und Public History (frzph)“ umbenannt wurde.
Seit 1985 ist Danker Vorstandsmitglied bzw. Vorsitzender der SPD-nahen Gesellschaft für Politik und Bildung Schleswig-Holstein und Mitherausgeber des regionalgeschichtlichen Jahrbuchs Demokratische Geschichte. Am 15. Juni 2022 wurde Uwe Danker nach 28 Jahren Forschung und Lehre an der Europa-Universität Flensburg im Rahmen eines Festaktes in den Ruhestand verabschiedet. Zu diesem Anlass erschien die Festschrift Wortmeldungen zur Zeit- und Regionalgeschichte. Danker lebt mit seiner Familie in Kronshagen bei Kiel. Er gilt in Schleswig-Holstein als einer „der angesehensten Historiker des Landes.“

## Werk
Schwerpunkte von Dankers Arbeit bilden u. a. – vor allem mit Bezug auf Schleswig-Holstein – die regionale Zeitgeschichte, die Zeit des Nationalsozialismus mit ihrer Vor- und Nachgeschichte, historisches Lernen außerhalb der Schule sowie Geschichte in neuen Medien. Große Resonanz fand ab 1997 das Projekt Jahrhundertstory der Zeitungen des Schleswig-Holsteinischen Zeitungsverlages, des NDR-Hörfunks und –Fernsehens sowie des IZRG. Bürgerinnen und Bürger, insbesondere auch Schülerinnen und Schüler, sollten dazu ermutigt werden, regionale Geschichte und regionale Geschichten in Schleswig-Holstein zu erforschen. Ausgangspunkt waren insgesamt 40 Zeitungsartikel Uwe Dankers, in denen er über ausgewählte Ereignisse des 20. Jahrhunderts schrieb. Bei den jeweiligen reichbebilderten Artikeln waren Angaben über Quellen zu dem jeweiligen Thema zu finden, so dass es den Schülern möglich war, in ihrer Region darüber zu forschen. Der Verlag stellte eine Homepage zur Verfügung, in denen die jeweiligen Schüler-Projekte ihrer Erkenntnisse erst einmal online darstellen konnten. Gleichzeitig griffen NDR-Hörfunk und -Fernsehen einzelnen Themen auf. An dem Projekt beteiligten sich 200 Projektgruppen von vielen Schulen Schleswig-Holsteins. Die Artikel Dankers und das Echo der Schüler wurden in einem dreibändigen Werk Die Jahrhundertstory festgehalten, das von 1998 bis 2000 erschien. Themen des ersten Bandes waren unter anderem „Die Jahrhundertwende“, „Der Erste Weltkrieg“, „Die Erste Landtagswahl 1947“, die „Auseinandersetzungen um das Kernkraftwerk Brokdorf“ und die „Schneekatastrophe“ des Winters 1978/79. Danker war fachlicher Berater und Interviewpartner der 2001 erschienenen NDR-Dokumentation Der Führer ging – die Nazis blieben – Nachkriegskarrieren in Norddeutschland.
2007 veröffentlichte er zusammen mit Astrid Schwabe das Buch Schleswig-Holstein und der Nationalsozialismus, das für seine thematische Bandbreite, überregionale Einbindung sowie starke didaktisierende Struktur gelobt wurde. Der Band fand entsprechend seiner Konzeption weite Verbreitung, zum einen als Lehrbuch für den Geschichtsunterricht an den Schulen des Landes, zum anderen im Programm der Landeszentrale für politische Bildung sowie über den Buchhandel. 2012 erschien der zusammen mit Robert Bohn und Sebastian Lehmann-Himmel herausgegebenen Tagungsband Reichskommissariat Ostland. Tatort und Erinnerungsobjekt mit einem Beitrag Dankers über Hinrich Lohse, NSDAP-Gauleiter, Oberpräsident der Provinz Schleswig-Holstein und Reichskommissar in den besetzten Ostgebieten im Baltikum und Weißrussland.
Eine Studie über die NS-Vergangenheit des politischen Führungspersonals in der Anfangszeit des Landes Schleswig-Holstein, die 2014 vom Schleswig-Holsteinischen Landtags in Auftrag gegeben und 2016 abgeschlossenen wurde, erhielt bei ihrer Präsentation durch Danker vor dem Landtag „parteiübergreifend viel Lob.“ Die Ergebnisse publizierte er 2017 zusammen mit Sebastian Lehmann-Himmel in dem Band Landespolitik mit Vergangenheit. Eine anschließende Studie mit vergleichbarer Fragestellung widmete sich „anderen Trägergruppen aus der Kommunalpolitik, Landessozialverwaltung, Polizei sowie den Justizjuristen und Siedlungsexperten“ und wurde in zwei Bänden unter dem Titel Geteilte Verstrickung. Elitenkontinuitäten in Schleswig-Holstein veröffentlicht.

## Veröffentlichungen (Auswahl)

### Monografien
- Historischer Lernort Neulandhalle. Mit Melanie Richter-Oertel,  Husum Druck- und Verlagsgesellschaft, Husum 2023, ISBN 978-3-96717-127-3.
- mit Astrid Schwabe: Die Volksgemeinschaft in der Region. Schleswig-Holstein und der Nationalsozialismus, Husum Druck- und Verlagsgesellschaft,  Husum 2022, ISBN 978-3-96717-007-8. Zweite, aufs Doppelte erweiterte, Fassung von Schleswig-Holstein und der Nationalsozialismus. Aus dem Jahr 2005. s.u.
- mit Sebastian Lehmann-Himmel: Landespolitik mit Vergangenheit. Geschichtswissenschaftliche Aufarbeitung der personellen und strukturellen Kontinuität in der schleswig-holsteinischen Legislative und Exekutive nach 1945. Durchgeführt im Auftrag des Schleswig-Holsteinischen Landtags, Husum Druck- und Verlagsgesellschaft, Husum 2017, ISBN 978-3-89876-857-3.
- Volksgemeinschaft und Lebensraum – die Neulandhalle als historischer Lernort. Wachholtz, Neumünster/ Hamburg 2014, ISBN 978-3-529-02253-1.
- mit Astrid Schwabe: Filme erzählen Geschichte. Schleswig-Holstein im 20. Jahrhundert. Wachholtz, Neumünster 2010, ISBN 978-3-529-02821-2.
- mit Arne Bewersdorff und Astrid Schwabe: Geschichte erleben. Blicke auf Schleswig-Holstein 1850 bis heute. Wachholtz, Neumünster 2008, ISBN 978-3-529-02809-0.
- mit Astrid Schwabe: Schleswig-Holstein und der Nationalsozialismus. Wachholtz, Neumünster 2005, ISBN 3-529-02810-X.
- mit Astrid Schwabe: Geschichte im Internet. Kohlhammer, Stuttgart 2017, ISBN 978-3-17-022433-9.
- Am Anfang standen Arbeitergroschen. 140 Jahre Medienunternehmen der SPD. Dietz, Bonn 2003, ISBN 3-8012-0334-4.
- Räuberbanden im Alten Reich um 1700 – ein Beitrag zur Geschichte von Herrschaft und Kriminalität in der frühen Neuzeit. Suhrkamp, Frankfurt am Main 1988, ISBN 3-518-28307-3. (Zugleich Dissertation, Universität Kiel 1986)
  - Neuauflage: Die Geschichte der Räuber und Gauner. Artemis & Winkler, Düsseldorf 2001, ISBN 3-538-07118-7.

### Herausgeberschaften
- Geteilte Verstrickung: Elitenkontinuitäten in Schleswig-Holstein (2 Bände), Husum 2021, ISBN 978-3-96717-061-0.
- mit Jens-Peter Steffen: Jochen Steffen: Ein politisches Leben. Schleswig-Holsteinischer Geschichtsverlag, Malente 2018, ISBN 978-3-933862-53-2. (Sonderveröffentlichung des Beirats für Geschichte; 24)
- mit Astrid Schwabe: Die NS-Volksgemeinschaft – zeitgenössische Verheißung, analytisches Konzept und ein Schlüssel zum historischen Lernen? Konferenzschrift der Tagung Schleswig 2015. V&R, Göttingen 2017, ISBN 978-3-7370-0544-9.
- mit Utz Schliesky: Schleswig-Holstein 1800 bis heute. Eine historische Landeskunde. Husum Druck- und Verlag, Husum 2014, ISBN 978-3-89876-748-4.
- mit Thorsten Harbeke und Sebastian Lehmann: Strukturwandel in der zweiten Hälfte des 20. Jahrhunderts. Wachholtz, Neumünster 2014, ISBN 978-3-529-02252-4.
- mit Sebastian Lehmann und Robert Bohn: Reichskommissariat Ostland. Tatort und Erinnerungsobjekt. (= Publikation des Instituts für Schleswig-Holsteinische Zeit- und Regionalgeschichte der Universität Flensburg und des Militärgeschichtlichen Forschungsamtes). Paderborn 2012, ISBN 978-3-506-77188-9.
- Reimer Hansen – Aus einem Jahrtausend historischer Nachbarschaft. Studien zur Geschichte Schleswigs, Holsteins und Dithmarschens. Schleswig-Holsteinischer Geschichtsverlag, Malente 2005, ISBN 3-933862-33-7.
- mit Heribert Ostendorf: Die NS-Strafjustiz und ihre Nachwirkungen. Nomos, Baden-Baden 2003, ISBN 3-8329-0136-1.
- Zwangsarbeitende im Kreis Nordfriesland 1939–1945. Verlag für Regionalgeschichte, Bielefeld 2004, ISBN 3-89534-552-0.
- Ausländereinsatz in der Nordmark. Zwangsarbeitende in Schleswig-Holstein 1939–1945. (= IZRG-Schriftenreihe. Band 5). Verlag für Regionalgeschichte, Bielefeld 2001, ISBN 3-89534-385-4.
- Die Jahrhundertstory. Projektidee und -Leitung Stephan Richter, Uwe Danker. Texte, Konzept und wissenschaftliche Beratung U. Danker, (Zeitungsredaktion) Christoph Reisinger. Schleswig-Holsteinischer Zeitungsverlag, Flensburg 1999. Band 1: ISBN 3-926055-14-6. Band 2: ISBN 3-926055-20-0. Band 3: ISBN 3-926055-21-9.
- mit Robert Bohn: „Standgericht der inneren Front“ – Das Sondergericht Altona/Kiel 1932–1945. (= IZRG-Schriftenreihe. Band 3). Ergebnisse-Verlag, Hamburg 1998, ISBN 3-87916-052-X.
- mit Gerhard Paul und Peter Wulf: Geschichtsumschlungen. Sozial- und kulturgeschichtliches Lesebuch. Schleswig-Holstein 1848–1948. Berlin 1996, ISBN 3-8012-0237-2.
- Der Hesterberg – 125 Jahre Kinder- und Jugendpsychiatrie und Heilpädagogik in Schleswig. Katalogredaktion Uwe Danker. Hg. Klinik für Kinder – und Jugendpsychiatrie und Psychotherapie Schleswig; Institut für schleswig-holsteinische Zeit- und Regionalgeschichte (IZRG); Landesarchiv Schleswig-Holstein. (Ausstellung Landesarchiv Schleswig-Holstein 19. März 1997 bis 5. Juni 1997; zum Jubiläum der Klinik für Kinder- und Jugendpsychiatrie und Psychotherapie sowie des Heilpädagogikums in Schleswig) Verlag Landesarchiv, Schleswig 1997, ISBN 3-931292-53-3.
- 50 Jahre nach den Judenpogromen. Redaktion Uwe Danker; Andreas Rink. Hrsg. Beirat für Geschichte der Arbeiterbewegung und Demokratie und Pressestelle der Landesregierung Schleswig-Holstein, Kiel 1989.

### Aufsätze in Zeitschriften
- Parlamentarische Kontinuitätsstudien zur NS-Zeit. Methodische Potenziale und Grenzen am Beispiel des Falls Schleswig-Holstein. In: Vierteljahrshefte für Zeitgeschichte (VfZ) 65 (2017) H. 1, S. 75–101.
- „Vorkämpfer des Deutschtums“ oder„entarteter Künstler“? Nachdenken über Emil Nolde in der NS-Zeit. In: Jahrbuch Demokratische Geschichte. Band 14, 2001, S. 149–188.